# Đorđe Rakić
Đorđe Rakić [ˈdʑɔrdʑɛ ˈrakitɕ] (serbisch-kyrillisch Ђорђе Ракић, UEFA-Schreibweise Djordje Rakić, * 31. Oktober 1985 in Kragujevac, SFR Jugoslawien) ist ein ehemaliger serbischer Fußballspieler.

## Karriere
Đorđe Rakić begann 1992 seine Karriere bei seinem Stadtverein Radnički Kragujevac, wo er mit 17 Jahren sein Debüt in der ersten Mannschaft gab. Bis 2003 kam er in 17 Partien in der serbischen 2. Liga zum Einsatz, in denen er elf Treffer erzielte. Nachdem die Mannschaft am Saisonende abgestiegen war, wechselte Rakić zur Saison 2003/04 zum ersten Mal zum Erstligisten OFK Belgrad. Nachdem er von 2004 bis 2005 abermals für seinen Heimatverein aktiv war und dabei in der elf Tore in 47 absolvierten Drittligapartien erzielte, transferierte er zur Saison 2005/06 erneut zum Verein nach Belgrad. Dabei kam er bis 2007 zu 40 Einsätzen sowie 17 Toren. 2006 war er für das U-21-Nationalteam von Serbien bei der U-21-EM in Portugal im Einsatz. Bei der U-21-EM 2007 in den Niederlanden wurde er mit der serbischen Mannschaft Vize-Europameister, Rakić wurde dabei in allen fünf Partien eingesetzt. Nach zahlreichen Angeboten europäischer Spitzenclubs wechselte er im August 2007 zum FC Red Bull Salzburg.
Sein Debüt in Österreich gab Rakić am 15. September 2007, dem 10. Spieltag, gegen die SV Mattersburg, als er von Beginn an neben Alexander Zickler stürmte. Er wurde in der 74. Minute für Vratislav Lokvenc ausgewechselt. Sein erstes Tor in Österreich erzielte er am 15. Dezember 2007 gegen den SK Sturm Graz, als er nach Vorarbeit von Markus Steinhöfer zum 1:1 per Kopf ausglich. In der Saison 2008/09 wurde er von Trainer Co Adriaanse in die zweite Mannschaft der Salzburger, welche in der zweitklassigen Ersten Liga aktiv ist, abgeschoben. Vor Transferende 2008, nachdem er am Fußballturnier bei den Olympischen Spielen 2008 in Peking teilgenommen hatte, wechselte Rakić leihweise zum italienischen Erstligisten Reggina Calcio. Im Sommer 2009 kehrte er nach Salzburg zurück und spielt seitdem bei den Juniors der Bullen in der zweithöchsten österreichischen Spielklasse. In der ersten Saisonhälfte erzielte er in elf absolvierten Ligaspielen für die Juniors zehn Tore. Weiters kam er für die erste Kampfmannschaft im ÖFB-Cup 2009/10 beim 7:1-Sieg über den SK Vorwärts Steyr in der 1. Runde der Bewerbs zum Einsatz. Dabei erzielte er selbst vier Tore und bereitete einen weiteren Treffer vor. Außerdem kam er zu einem Kurzeinsatz in der UEFA Europa League 2009/10, als er am 22. Oktober 2009 beim 1:0-Sieg über Lewski Sofia in der 75. Spielminute für Alexander Zickler eingewechselt wurde.
Zur Winterpause 2009/10 wechselte Rakić bis Saisonende leihweise zum deutschen Zweitligisten TSV 1860 München, er kam vierzehnmal zum Einsatz und schoss drei Tore. Am Saisonende zogen die Münchner Löwen die ausgehandelte Kaufoption nicht, Rakić kehrte danach nominell nach Salzburg zurück. Der TSV 1860 bemühte sich jedoch weiterhin um eine Verpflichtung Rakićs. Am 9. August 2010 unterschrieb er schließlich einen Vertrag bis 2012 bei den Sechzgern. In den ersten vier Spielen der neuen Spielzeit 2010/11 schoss Rakić vier Tore. In der Hinrunde wurde er bis auf ein Spiel immer eingesetzt und war neben Benjamin Lauth zweiter Stürmer, kam aber in den folgenden Spielen nicht mehr zu einem Torerfolg. In der Rückrunde bestritt er elf Spiele, davon keines über die volle Länge. Kevin Volland hatte den Stammplatz im Sturm von ihm übernommen. Am letzten Spieltag kam er zu seinem fünften Saisontreffer.
Aus finanziellen Gründen sollte Rakić im Sommer 2011 verkauft werden, er wollte jedoch in München bleiben. In 15 Testspielen bis Mitte September schoss er 25 Tore. In Pflichtspielen wurde er nicht eingesetzt, oft befand er sich nicht einmal im 18er-Kader. Am 18. September, dem 8. Spieltag, absolvierte er beim Heimspiel gegen den FSV Frankfurt seinen ersten Pflichtspieleinsatz der Spielzeit 2011/12. In der Folge wurde er bis zum Winter in jeder Partie eingesetzt und schoss drei Tore und bereitete drei weitere vor. Oftmals spielte er dabei aber nicht auf seiner angestammten Position im Sturmzentrum, sondern im linken offensiven Mittelfeld. Nach der Winterpause bestritt er 13 von 15 Partien und schoss dabei zwei Tore. Ein Angebot zur Vertragsverlängerung zu reduzierten Bezügen lehnte Rakić im Frühjahr 2012 ab und verließ damit den TSV 1860 im Sommer 2012. Insgesamt hatte er für die Münchner Löwen 65 Ligapartien bestritten und 13 Tore geschossen. Dreimal war er im DFB-Pokal zum Einsatz gekommen. Nach einem kurzen Zwischenstopp im Katar bei den beiden Erstligaclubs Al-Gharafa und Al-Arabi, spielte er 2013 bis 2015 bei Roter Stern Belgrad, bevor er nach China wechselte.

## Privates
Đorđe Rakić ist seit Juni 2013 mit der Münchnerin Kim Danielle Rakić verheiratet. Im Juli 2014 kam die Tochter des Paares zur Welt.